# Ceratostylis puncticulata
Ceratostylis puncticulata är en orkidéart som beskrevs av Henry Nicholas Ridley. Ceratostylis puncticulata ingår i släktet Ceratostylis och familjen orkidéer. Inga underarter finns listade i Catalogue of Life.